# 1-я гвардейская штурмовая авиационная дивизия
1-я гвардейская штурмовая авиационная Сталинградская ордена Ленина дважды Краснознамённая орденов Суворова и Кутузова дивизия (1-я гв. шад) — воинское соединение Вооружённых Сил СССР в Великой Отечественной войне.

## История наименований дивизии
- 226-я штурмовая авиационная дивизия;
- 1-я гвардейская штурмовая авиационная дивизия (18.03.1943 г.);
- 1-я гвардейская штурмовая авиационная Сталинградская дивизия (04.05.1943 г.);
- 1-я гвардейская штурмовая авиационная Сталинградская Краснознамённая дивизия (23.10.1943 г.);
- 1-я гвардейская штурмовая авиационная Сталинградская Краснознамённая ордена Суворова дивизия (24.04.1944 г.);
- 1-я гвардейская штурмовая авиационная Сталинградская Краснознамённая орденов Суворова и Кутузова дивизия (19.02.1945 г.);
- 1-я гвардейская штурмовая авиационная Сталинградская ордена Ленина Краснознамённая орденов Суворова и Кутузова дивизия (26.04.1945 г.);
- 1-я гвардейская штурмовая авиационная Сталинградская ордена Ленина дважды Краснознамённая орденов Суворова и Кутузова дивизия (28.05.1945 г.);
- 1-я гвардейская бомбардировочная авиационная Сталинградская ордена Ленина дважды Краснознамённая орденов Суворова и Кутузова дивизия (01.04.1956 г.);
- 1-я гвардейская истребительно-бомбардировочная авиационная Сталинградская ордена Ленина дважды Краснознамённая орденов Суворова и Кутузова дивизия (23.08.1957 г.);
- 1-я гвардейская авиационная Сталинградская ордена Ленина дважды Краснознамённая орденов Суворова и Кутузова дивизия истребителей-бомбардировщиков (11.11.1976 г.);
- 1-я гвардейская бомбардировочная авиационная Сталинградская ордена Ленина дважды Краснознамённая орденов Суворова и Кутузова дивизия (01.07.1989 г.);
- 1-я гвардейская штурмовая авиационная Сталинградская ордена Ленина дважды Краснознамённая орденов Суворова и Кутузова дивизия (1993 г.);
- 1-я гвардейская смешанная авиационная Сталинградская ордена Ленина дважды Краснознамённая орденов Суворова и Кутузова дивизия (2009 г.);
- Полевая почта 15561.

## История

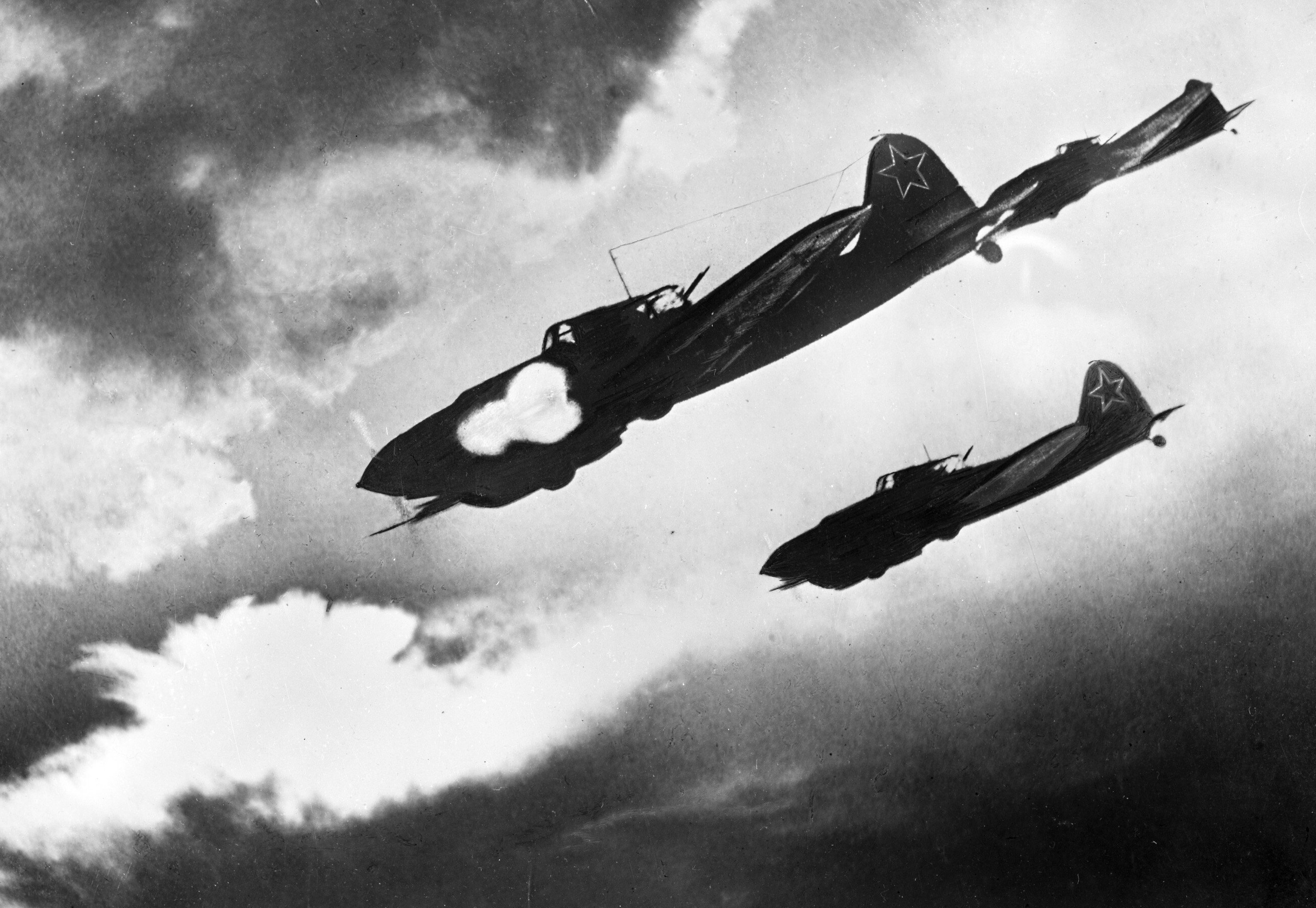
Штурмовик Ил-2 атакует

- Сформирована в мае 1942 как 226-я штурмовая авиационная дивизия. В середине мая 1942 дивизия была включена во 2-ю воздушную армию Брянского фронта и в мае-июне поддерживала его войска в оборонительных боях на воронежском направлении.
- в июле 1942 — январе 1943 в составе 8-й воздушной армии (в которой вела боевые действия до июня 1944) участвовала в Сталинградской битве. За проявленные в боях отвагу, стойкость, дисциплину и героизм личного состава преобразована в 1-ю гвардейскую штурмовую авиационную дивизию (18 марта 1943) и удостоена почётного наименования «Сталинградской» (4 мая 1943).
- В феврале- 1-й половине июля 1943 дивизия находилась в резерве армии. Во 2-й половине июля — сентябре поддерживала Соединения 5-й ударной армии Южного (с 20 окт. 1943 4-го Украинского) фронта в Миусской и Донбасской наступательных операциях, в конце сентября- начале ноября 1943 обеспечивала наступление соединений и частей 28-й, 51-й армий, 19-го танкового и 4-го гвардейского кавалерийского корпусов в ходе Мелитопольской наступательной операции. За образцовое выполнение боевых заданий командования и проявленные при этом личным составом доблесть и мужество дивизия награждена орденом Красного Знамени (23 окт. 1943).
- В январе- феврале 1944 части дивизии наносили сосредоточенные удары по контратакующим танкам и пехоте противника, его резервам и др. объектам на никопольском плацдарме и в ходе боевых действий на криворожском направлении.
- В апреле — мае участвовали в освобождении Крыма. За отличия в боевых действиях по авиационной поддержке войск 4-го Украинского фронта при прорыве сильно укреплённой обороны противника в Крыму на Перекопском перешейке и в озёрных дефиле на южном побережье Сиваша дивизия награждена орденом Суворова 2-й степени (24 апреля 1944).
- В начале июня 1944 дивизия передана в 1-ю воздушную армию 3-го Белорусского фронта, в которой действовала до конца войны. В Белорусской наступательной операции 1944 точные и мощные удары её частей по узлам сопротивления противника и его резервам способствовали успешному наступлению войск 11-й гвардейской, 31, 33 и 5-й гвардейской танковой армий, фронтовой конно-механизированной группы.
- В августе при освобождении Литвы бессмертный подвиг совершил командир эскадрильи майор Герасимов, Сергей Дмитриевич, направивший свой подбитый и горящий штурмовик в скопление вражеских эшелонов на ст. Альвитас. С. Д. Герасимову посмертно присвоено звание Героя Советского Союза.
- В октябре дивизия поддерживала наступление войск фронта на гумбинненском направлении. Высокое воинское мастерство, доблесть, отвагу и мужество показал личный состав соединения в Восточно-Прусской наступательной операции. За образцовое выполнение заданий командования при прорыве обороны немецко-фашистских войск в этой операции дивизия была награждена орденом Кутузова 2-й степени (19 февр. 1945).
- за отличия в боях при разгроме группировки противника юго-западнее г. Кёнигсберг (Калининград) — награждена орденом Ленина (26 апр. 1945).
- 28 мая 1945 за умелое выполнение боевых задач, способствовавших овладению войсками 11-й гв. армии городом и крепостью Пиллау (Балтийск) была удостоена второго ордена Красного Знамени
- За время боевых действий в Великой Отечественной войне дивизия произвела 29 тысяч боевых самолёто-вылетов, уничтожила большое количество войск и боевой техники противника.

## В составе объединений
| Дата          | Фронт (округ)               | Армия                            | Корпус                                        | Примечания |
| ------------- | --------------------------- | -------------------------------- | --------------------------------------------- | ---------- |
| 18.03.1943 г. | Южный фронт                 | 8-я воздушная армия              | -                                             |            |
| 20.10.1943 г. | 4-й Украинский фронт        | 8-я воздушная армия              | -                                             |            |
| 12.05.1944 г. | Ставка ВГК                  | 8-я воздушная армия              | -                                             |            |
| 08.06.1944 г. | 3-й Белорусский фронт       | 1-я воздушная армия              | -                                             |            |
| 09.05.1945 г. | 3-й Белорусский фронт       | 1-я воздушная армия              | -                                             |            |
| 09.07.1945 г. | Барановичский военный округ | 1-я воздушная армия              | -                                             |            |
| 04.02.1946 г. | Белорусский военный округ   | 1-я воздушная армия              | -                                             |            |
| 01.06.1947 г. | Белорусский военный округ   | 1-я воздушная армия              | 1-й гвардейский штурмовой авиационный корпус  |            |
| 20.02.1949 г. | Белорусский военный округ   | 26-я воздушная армия             | 60-й гвардейский штурмовой авиационный корпус |            |
| 01.08.1956 г. | Белорусский военный округ   | 26-я воздушная армия             |                                               |            |
| 01.08.1956 г. | Белорусский военный округ   | 26-я воздушная армия             |                                               |            |
| 01.04.1956 г. | Белорусский военный округ   | 26-я воздушная армия             |                                               |            |
| 01.04.1980 г. | Белорусский военный округ   | ВВС Белорусского военного округа |                                               |            |
| 01.05.1988 г. | Белорусский военный округ   | 26-я воздушная армия             |                                               |            |

## Командиры
- подполковник Болдырихин Фёдор Захарович (май 1942 — март 1943);
- полковник (с 30.4.1943 генерал-майор авиации) Б. К. Токарев[1][2](март 1943 г. — декабрь 1943);
- подполковник, с 4.2.1944 полк., с 20.4.1945 генерал-майор авиации Степан Дмитриевич Прутков (дек. 1943 — до конца войны).
- Полковник Сапрыкин Валентин Филиппович[1], период нахождения в должности: с мая 1946 года по ноябрь 1947 года.
- Полковник Мусиенко Иван Александрович, период нахождения в должности: с 14 мая 1949 года по 7 декабря 1951 года.
- генерал-майор Беда, Леонид Игнатьевич, период нахождения в должности: 1957 года по 1966 год.

## Состав дивизии
| Части                                                 | Период                        | Примечание                   |
| ----------------------------------------------------- | ----------------------------- | ---------------------------- |
| 74-й гвардейский штурмовой авиационный полк           | 18.03.1943 г. — 01.01.1960 г. | расформирован                |
| 75-й гвардейский штурмовой авиационный полк           | 18.03.1943 г. — 01.03.1954 г. | передан в 311-ю шад          |
| 76-й гвардейский штурмовой авиационный полк           | 18.03.1943 г. — 01.04.1947 г. | расформирован                |
| 136-й гвардейский штурмовой авиационный полк          | 23.10.1943 г. — 01.01.1960 г. | расформирован                |
| 655-й штурмовой авиационный полк                      | 31.03.1943 г. — 23.10.1943 г. | переименован в 136-й гв. шап |
| 214-й штурмовой авиационный полк                      | 15.02.1944 г. - 09.06.1944 г. |                              |
| 214-й штурмовой авиационный полк                      | 23.07.1944 г. - 14.11.1944 г. |                              |
| 953-й истребительно-бомбардировочный авиационный полк | 01.04.1960 г. —               | передан из 311-й ибад        |
| 8-я гвардейская рота связи                            | 18.03.1943 г. —               |                              |

## Боевой состав дивизии на 9 мая 1945 года
| Части                                        | Примечание                          |
| -------------------------------------------- | ----------------------------------- |
| 74-й гвардейский штурмовой авиационный полк  | Ил-2, Растенбург Восточная Пруссия  |
| 75-й гвардейский штурмовой авиационный полк  | Ил-10, Растенбург Восточная Пруссия |
| 76-й гвардейский штурмовой авиационный полк  | Ил-2, Растенбург Восточная Пруссия  |
| 136-й гвардейский штурмовой авиационный полк | Ил-2, Растенбург Восточная Пруссия  |

## Участие в операциях и битвах
- Миусская операция — с 17 июля 1943 года по 2 августа 1943 года.
- Донбасская операция — с 13 августа 1943 года по 22 сентября 1943 года.
- Мелитопольская операция — с 26 сентября 1943 года по 5 ноября 1943 года.
- Никопольско-Криворожская наступательная операция — с 30 января 1944 года по 29 февраля 1944 года.
- Крымская наступательная операция — с 8 апреля 1944 года по 12 мая 1944 года.
- Белорусская операция «Багратион» — с 23 июня 1944 года по 29 августа 1944 года.
- Витебско-Оршанская операция — с 23 июня 1944 года по 28 июня 1944 года.
- Минская операция — с 29 июня 1944 года по 4 июля 1944 года.
- Вильнюсская наступательная операция — с 5 июля 1944 года по 20 июля 1944 года.
- Гумбиннен-Гольдапская операция — с 16 октября 1944 года по 27 октября 1944 года.
- Восточно-Прусская операция — с 13 января 1945 года по 25 апреля 1945 года.
  - Инстербургско-Кёнигсбергская операция — с 13 января 1945 года по 27 января 1945 года.
- Восточно-Померанская операция — с 10 февраля 1945 года по 4 апреля 1945 года.
  - Кенигсбергская операция — с 6 апреля 1945 года по 9 апреля 1945 года.
  - Земландская операция — с 13 апреля 1945 года по 25 апреля 1945 года.

## Награды и наименования дивизии
| Награда (наименование)                 | Дата          | За что получена |
| -------------------------------------- | ------------- | --- |
| Почётное звание                        | 18.03.1943 г. | За проявленные в боях в Сталинградской битве отвагу, стойкость, дисциплину и героизм личного состава преобразована в гвардейскую |
| почётное наименование «Сталинградская» | 04.05.1943    | За проявленные в боях в Сталинградской битве отвагу, стойкость, дисциплину и героизм личного состава |
| Орден Ленина                           | 26.04.1945    | за отличия в боях при разгроме группировки противника юго-западнее г. Кёнигсберг (Калининград) награждена высшей наградой Родины — орденом Ленина. |
| Орден Красного Знамени                 | 23.10.1943    | За образцовое выполнение боевых заданий командования в ходе Мелитопольской наступательной операции и проявленные при этом личным составом доблесть и мужество дивизия награждена орденом Красного Знамени                                                            |
| Орден Красного Знамени                 | 28.05.1945    | За умелое выполнение боевых задач, способствовавших овладению войсками 11 гв. армии городом и крепостью Пиллау (Балтийск) награждена орденом Красного Знамени |
| Орден Суворова II степени              | 24.04.1944    | За отличия в боевых действиях по авиационной поддержке войск 4-го Украинского фронта при прорыве сильно укреплённой обороны противника в Крыму на Перекопском перешейке и в озёрных дефиле на южном побережье Сиваша дивизия награждена орденом Суворова 2-й степени |
| Орден Кутузова II степени              | 19.02.1945    | за успешное выполнение заданий в боях с фашистскими захватчиками и активное участие в прорыве вражеской обороны в Восточной Пруссии дивизия была награждена орденом Кутузова 2-й степени                                                                             |

## Награды и наименования полков
- 74-й гвардейский штурмовой авиационный полк за проявленные доблесть и мужество при разгроме фашистских войск под Сталинградом Приказом НКО СССР № 207 от 04 мая 1943 года удостоен почётного наименования Сталинградский.
- 75-й гвардейский штурмовой авиационный полк за проявленные доблесть и мужество при разгроме фашистских войск под Сталинградом Приказом НКО СССР № 207 от 04 мая 1943 года удостоен почётного наименования Сталинградский.
- 136-й гвардейский штурмовой авиационный полк за отличия в боях за освобождение города Сталино (Донецк) Приказом НКО СССР в сентября 1943 года удостоен почётного наименования Сталинский.
- 76-й гвардейский штурмовой авиационный полк за отличие в боях при овладении городом и железнодорожной станцией Мелитополь — важнейшим стратегическим узлом обороны немцев на южном направлении, запирающим подступы к Крыму и нижнему течению Днепра на основании приказа ВГК № 34 от 23 октября 1943 года присвоено почётное наименование Мелитопольский[4].
- 74-й гвардейский штурмовой авиационный Сталинградский полк Указом Верховного Совета СССР от 6 июля 1944 года за успешное выполнение заданий командования в боях с немецкими захватчиками, за овладение городом и оперативно важным железнодорожным узлом Орша и проявленные при этом доблесть и мужество награждён орденом Красного Знамени[5].
- 75-й гвардейский штурмовой авиационный Сталинградский полк Указом Верховного Совета СССР от 6 июля 1944 года за успешное выполнение заданий командования в боях с немецкими захватчиками, за овладение городом и оперативно важным железнодорожным узлом Орша и проявленные при этом доблесть и мужество награждён орденом Красного Знамени[5].
- 136-й гвардейский штурмовой авиационный Сталинский полк Указом Верховного Совета СССР от 6 июля 1944 года за успешное выполнение заданий командования в боях с немецкими захватчиками, за овладение городом и оперативно важным железнодорожным узлом Орша и проявленные при этом доблесть и мужество награждён орденом Красного Знамени[5].
- 76-й гвардейский штурмовой авиационный Мелитопольский полк Указом Верховного Совета СССР от 23 июля 1944 года образцовое выполнение заданий командования в боях с немецкими захватчиками за овладение столицей Советской Белоруссии городом Минск и проявленные при этом доблесть и мужество награждён орденом Красного Знамени[5].
- 74-й гвардейский штурмовой авиационный Сталинградский Краснознаменный полк Указом Верховного Совета СССР от 26 апреля 1945 года образцовое выполнение заданий командования в боях с немецкими захватчиками при овладении городом Хайлигенбайль и проявленные при этом доблесть и мужество награждён орденом Суворова III степени[6].
- 75-й гвардейский штурмовой авиационный Сталинградский Краснознаменный полк Указом Верховного Совета СССР от 26 апреля 1945 года образцовое выполнение заданий командования в боях с немецкими захватчиками при овладении городом Хайлигенбайль и проявленные при этом доблесть и мужество награждён орденом Суворова III степени[6].
- 136-й гвардейский штурмовой авиационный Сталинградский Краснознаменный полк Указом Верховного Совета СССР от 26 апреля 1945 года образцовое выполнение заданий командования в боях с немецкими захватчиками при овладении городом Хайлигенбайль и проявленные при этом доблесть и мужество награждён орденом Суворова III степени[6].
- 76-й гвардейский штурмовой авиационный Мелитопольский Краснознаменный полк Указом Верховного Совета СССР от 23 апреля 1945 года образцовое выполнение заданий командования в боях с немецкими захватчиками при овладении городом Хайлигенбайль и проявленные при этом доблесть и мужество награждён орденом Кутузова III степени[6].

## Благодарности Верховного Главнокомандующего
Воинам дивизии объявлены благодарности Верховного Главнокомандующего:
- За отличие в боях при овладении городом и железнодорожной станцией Мелитополь — важнейшим стратегическим узлом обороны немцев на южном направлении, запирающим подступы к Крыму и нижнему течению Днепра[4].
- За прорыв сильно укрепленной обороны немцев на их плацдарме южнее города Никополь на левом берегу Днепра, ликвидации оперативно важного плацдарма немцев на левом берегу Днепра и овладении районным центром Запорожской области — городом Каменка, а также занятием более 40 других населенных пунктов[7].
- За отличие в боях при прорыве сильно укрепленной обороны противника на Перекопском перешейке, овладении городом Армянск, выход к Ишуньским позициям, форсировании Сиваша восточнее города Армянск, прорыве глубоко эшелонированной обороны противника в озерных дефиле на южном побережье Сиваша и овладении важнейшим железнодорожным узлом Крыма — Джанкоем[8].
- За отличие в боях при овладении столицей Крыма городом Симферополь — основным опорным пунктом обороны противника, прикрывающим пути к портам южного побережья Крымского полуострова[9].
- За отличие в боях при овладении штурмом крепостью и важнейшей военно-морской базой на Чёрном море городом Севастополь[10].
- За отличие в боях при прорыве сильно укрепленной и развитой в глубину обороны Витебского укрепленного района немцев немцев, южнее города Витебск, на участке протяжением 30 километров, продвижении в глубину за два дня наступательных боев до 25 километров и расширении прорыва до 80 километров по фронту, освобождении более 300 населенных пунктов[11].
- За отличие в боях при овладении городом и оперативно важным железнодорожным узлом Орша — мощным бастионом обороны немцев, прикрывающим минское направление[12].
- За отличие в боях при овладении штурмом городом и крупным узлом коммуникаций Борисов — важным опорным пунктом обороны немцев, прикрывающим подступы к Минску[13].
- За отличие в боях при овладении столицей Советской Белоруссии городом Минск — важнейшим стратегическим узлом обороны немцев на западном направлении[14].
- За отличие в боях при овладении городом и крепостью Гродно — крупным железнодорожным узлом и важным укрепленным районом обороны немцев, прикрывающим подступы к границам Восточной Пруссии[15].
- За отличие в боях при форсировании реки Неман, прорыве сильно укрепленной обороны противника на западном берегу Немана, овладении городом и крупной железнодорожной станцией Мариамполь, важными узлами коммуникаций Пильвишки, Шостаков, Сейны[16].
- За отличие в боях при овладении городом и крепостью Каунас (Ковно) — оперативно важным узлом коммуникаций и мощным опорным пунктом обороны немцев, прикрывающим подступы к границам Восточной Пруссии[17].
- За прорыв обороны противника северо-западнее и юго-западнее города Шауляй (Шавли) и овладении важными опорными пунктами обороны немцев Телыпай, Плунгяны, Мажейкяй, Тришкяй, Тиркшляй, Седа, Ворни, Кельмы, а также овладении более 2000 других населенных пунктов[18]
- За отличие в боях при овладении мощными опорными пунктами обороны противника — Ширвиндт, Наумиестис (Владиславов), Виллюнен, Вирбалис (Вержболово), Кибартай (Кибарты), Эйдткунен, Шталлупенен, Миллюнен, Вальтеркемен, Пиллюпенен, Виштынец, Мелькемен, Роминтен, Гросс Роминтен, Вижайны, Шитткемен, Пшеросьль, Гольдап, Филипув, Сувалки и занятиим около 900 других населенных пунктов, из которых более 400 населенных пунктов на территории Восточной Пруссии[19].
- За отличие в боях при прорыве долговременной, глубоко эшелонированной обороны немцев в Восточной Пруссии и овладении штурмом укрепленными городами Пилькаллен, Рагнит и сильными опорными пунктами обороны немцев Шилленен, Лазденен, Куссен, Науйенингкен, Ленгветен, Краупишкен, Бракупенен, а также занятии с боями более 600 других населенных пунктов[20].
- За отличие в боях при овладении городами Восточной Пруссии Тильзит, Гросс-Скайсгиррен, Ауловенен, Жиллен и Каукемен — важными узлами коммуникаций и сильными опорными пунктами обороны немцев на кенигсбергском направлении[21].
- За отличие в боях при овладении городами в Восточной Пруссии городом Гумбиннен — важным узлом коммуникаций и сильным опорным пунктом обороны немцев на кенигсбергском направлении[22].
- За отличие в боях при овладении городом Инстербург — важным узлом коммуникаций и мощным укрепленным районом обороны немцев на путях к Кенигсбергу[23].
- За отличие в боях при овладении штурмом городами Вормдит и Мельзак — важными узлами коммуникаций и сильными опорными пунктами обороны немцев[24].
- За отличие в боях при овладении городом Хайлигенбайль — последним опорным пунктом обороны немцев на побережье залива Фриш-Гаф, юго-западнее Кёнигсберга[25].
- а отличие в боях при разгроме и завершении ликвидации окруженной восточно-прусской группы немецких войск юго-западнее Кёнигсберга[26].
- За отличие в боях при овладении крепостью и главным городом Восточной Пруссии Кенигсберг — стратегически важным узлом обороны немцев на Балтийском море[27].
- За отличие в боях при овладении последним опорным пунктом обороны немцев на Земландском полуострове городом и крепостью Пиллау — крупным портом и военно-морской базой немцев на Балтийском море[28].

## Отличившиеся воины
- За образцовое выполнение боевых заданий свыше 2200 её воинов награждены орденами и медалями, а 37 из них присвоено звание Героя Советского Союза.

| - 19 апреля 1945 года Гареев Муса Гайсинович, гвардии майор, командир эскадрильи 76-го гвардейского штурмового авиационного полка 1-й гвардейской штурмовой авиационной дивизии 1-й воздушной армии удостоен звания дважды Герой Советского Союза. Золотая Звезда № 2/41. - 29 июня 1945 года Беда Леонид Игнатьевич, гвардии майор, помощник командира 75-го гвардейского штурмового авиационного полка 1-й гвардейской штурмовой авиационной дивизии 1-й воздушной армии удостоен звания дважды Герой Советского Союза. Золотая Звезда № 2/61. - 29 июня 1945 года Брандыс Анатолий Яковлевич, гвардии капитан, командир эскадрильи 75-го гвардейского штурмового авиационного полка 1-й гвардейской штурмовой авиационной дивизии 1-й воздушной армии удостоен звания дважды Герой Советского Союза. Золотая Звезда № 2/68. - 29 июня 1945 года Воробьёв Иван Алексеевич, гвардии майор, командир эскадрильи 76-го гвардейского штурмового авиационного полка 1-й гвардейской штурмовой авиационной дивизии 1-й воздушной армии удостоен звания дважды Герой Советского Союза. Золотая Звезда № 2/60. - 29 июня 1945 года Недбайло Анатолий Константинович, гвардии капитан, командир эскадрильи 75-го гвардейского штурмового авиационного полка 1-й гвардейской штурмовой авиационной дивизии 1-й воздушной армии удостоен звания дважды Герой Советского Союза. Золотая Звезда № 2/63. - 29 июня 1945 года Семейко Николай Илларионович, гвардии капитан, штурман 75-го гвардейского штурмового авиационного полка 1-й гвардейской штурмовой авиационной дивизии удостоен звания дважды Герой Советского Союза. - 29 июня 1945 года Степанищев Михаил Тихонович, гвардии майор, заместитель командира 76-го гвардейского штурмового авиационного полка 1-й гвардейской штурмовой авиационной дивизии 1-й воздушной армии удостоен звания дважды Герой Советского Союза. Золотая Звезда № 2/70. |

| - 25 октября 1943 года Павлов Лавр Петрович, гвардии младший лейтенант, лётчик 76-го гвардейского штурмового авиационного полка 1-й гвардейской штурмовой авиационной дивизии 8-й воздушной армии удостоен звания Герой Советского Союза. Золотая Звезда № 1281. - 4 февраля 1944 года Прудников Дмитрий Тихонович, гвардии лейтенант, командир эскадрильи 75-го гвардейского штурмового авиационного полка 1-й гвардейской штурмовой авиационной дивизии 8-й воздушной армии удостоен звания Герой Советского Союза. Посмертно. - 13 апреля 1944 года Бузиков Фёдор Петрович, гвардии старший лейтенант, командир эскадрильи 74-го гвардейского штурмового авиационного полка 1-й гвардейской штурмовой авиационной дивизии 8-й воздушной армии удостоен звания Герой Советского Союза. Посмертно. - 13 апреля 1944 года Жихарев Василий Дмитриевич, гвардии майор, командир эскадрильи 74-го гвардейского штурмового авиационного полка 1-й гвардейской штурмовой авиационной дивизии 8-й воздушной армии удостоен звания Герой Советского Союза. Золотая Звезда № 1278. - 13 апреля 1944 года Надточеев Георгий Мефодиевич, гвардии младший лейтенант, лётчик 76-го гвардейского штурмового авиационного полка 1-й гвардейской штурмовой авиационной дивизии 8-й воздушной армии удостоен звания Герой Советского Союза. Золотая Звезда не вручена в связи с гибелью. - 13 апреля 1944 года Окрестин Борис Семёнович, гвардии старший лейтенант, заместитель командира эскадрильи 74-го гвардейского штурмового авиационного полка 1-й гвардейской штурмовой авиационной дивизии 8-й воздушной армии удостоен звания Герой Советского Союза. Золотая Звезда № 3370. - 13 апреля 1944 года Тараканов Николай Николаевич, гвардии лейтенант, заместитель командира эскадрильи 75-го гвардейского штурмового авиационного полка 1-й гвардейской штурмовой авиационной дивизии 8-й воздушной армии удостоен звания Герой Советского Союза. Золотая Звезда № 3395. - 1 июля 1944 года Покликушкин Александр Васильевич, гвардии лейтенант, командир звена 74-го гвардейского штурмового авиационного полка 1-й гвардейской штурмовой авиационной дивизии 8-й воздушной армии удостоен звания Герой Советского Союза. Золотая Звезда № 3723. - 19 августа 1944 года Воробьёв Иван Алексеевич, гвардии старший лейтенант, командир звена 76-го гвардейского штурмового авиационного полка 1-й гвардейской штурмовой авиационной дивизии 8-й воздушной армии удостоен звания Герой Советского Союза. Золотая Звезда № 3719. - 19 августа 1944 года Герасимов Сергей Дмитриевич, гвардии майор, командир эскадрильи 136-го гвардейского штурмового авиационного полка 1-й гвардейской штурмовой авиационной дивизии 1-й воздушной армии удостоен звания Герой Советского Союза. Посмертно. - 26 октября 1944 года Анисов Владимир Фомич, гвардии капитан, командир эскадрильи 76-го гвардейского штурмового авиационного полка 1-й гвардейской штурмовой авиационной дивизии 8-й воздушной армии удостоен звания Герой Советского Союза. Золотая Звезда № 4482. - 26 октября 1944 года Беда Леонид Игнатьевич, гвардии старший лейтенант, командир эскадрильи 75-го гвардейского штурмового авиационного полка 1-й гвардейской штурмовой авиационной дивизии 8-й воздушной армии удостоен звания Герой Советского Союза. Золотая Звезда № 4723. - 26 октября 1944 года Жабинский Дмитрий Иванович, гвардии капитан, командир эскадрильи 75-го гвардейского штурмового авиационного полка 1-й гвардейской штурмовой авиационной дивизии 8-й воздушной армии удостоен звания Герой Советского Союза. Золотая Звезда № 4722. - 26 октября 1944 года Коломоец Андрей Филиппович, гвардии лейтенант, заместитель командира эскадрильи 74-го гвардейского штурмового авиационного полка 1-й гвардейской штурмовой авиационной дивизии 8-й воздушной армии удостоен звания Герой Советского Союза. Золотая Звезда № 4720. - 26 октября 1944 года Кондаков Виктор Александрович, гвардии майор, штурман 136-го гвардейского штурмового авиационного полка 1-й гвардейской штурмовой авиационной дивизии 8-й воздушной армии удостоен звания Герой Советского Союза. Посмертно. - 26 октября 1944 года Степанищев Михаил Тихонович, гвардии капитан, штурман 76-го гвардейского штурмового авиационного полка 1-й гвардейской штурмовой авиационной дивизии 8-й воздушной армии удостоен звания Герой Советского Союза. Золотая Звезда № 3715. - 23 февраля 1945 года Бойцов, Филипп Степанович, гвардии старший лейтенант, командир звена 74-го гвардейского штурмового авиационного полка 1-й гвардейской штурмовой авиационной дивизии 1-й воздушной армии удостоен звания Герой Советского Союза. Золотая Звезда № 6237. - 23 февраля 1945 года Брандыс Анатолий Яковлевич, гвардии старший лейтенант, заместитель командира эскадрильи 75-го гвардейского штурмового авиационного полка 1-й гвардейской штурмовой авиационной дивизии 8-й воздушной армии удостоен звания Герой Советского Союза. Золотая Звезда № 6202. - 23 февраля 1945 года Гамзин Владимир Васильевич, гвардии капитан помощник по Воздушно-Стрелковой Службе командира 74-го гвардейского штурмового авиационного полка удостоен звания Герой Советского Союза. Золотая Звезда № 6249. - 23 февраля 1945 года Гареев Муса Гайсинович, гвардии капитан, командир эскадрильи 76-го гвардейского штурмового авиационного полка 1-й гвардейской штурмовой авиационной дивизии 8-й воздушной армии удостоен звания Герой Советского Союза. Золотая Звезда № 6227. - 23 февраля 1945 года Желтухин Пётр Николаевич, гвардии майор, командир эскадрильи 136-го гвардейского штурмового авиационного полка 1-й гвардейской штурмовой авиационной дивизии 8-й воздушной армии удостоен звания Герой Советского Союза. Золотая Звезда № 5325. - 23 февраля 1945 года Заворызгин Борис Сергеевич, гвардии старший лейтенант, помощник по Воздушно-Стрелковой Службе командира 76-го гвардейского штурмового авиационного полка 1-й гвардейской штурмовой авиационной дивизии 8-й воздушной армии удостоен звания Герой Советского Союза. Золотая Звезда № 6250. - 23 февраля 1945 года Лысенко, Иван Иосифович, гвардии старший лейтенант, заместитель командира эскадрильи 74-го гвардейского штурмового авиационного полка 1-й гвардейской штурмовой авиационной дивизии 1-й воздушной армии удостоен звания Герой Советского Союза. Золотая Звезда № 6222. - 23 февраля 1945 года Макаров Константин Васильевич, гвардии старший лейтенант, командир звена 74-го гвардейского штурмового авиационного полка 1-й гвардейской штурмовой авиационной дивизии 8-й воздушной армии удостоен звания Герой Советского Союза. Золотая Звезда № 6128. - 23 февраля 1945 года Мален Арсений Антонович, гвардии капитан, командир эскадрильи 74-го гвардейского штурмового авиационного полка 1-й гвардейской штурмовой авиационной дивизии 8-й воздушной армии удостоен звания Герой Советского Союза. Золотая Звезда № 6136. - 23 февраля 1945 года Поляков Павел Яковлевич, гвардии старший лейтенант, командир звена 74-го гвардейского штурмового авиационного полка 1-й гвардейской штурмовой авиационной дивизии 8-й воздушной армии удостоен звания Герой Советского Союза. Золотая Звезда не вручена в связи с гибелью. - 23 февраля 1945 года Протчев Виктор Иванович, гвардии старший лейтенант, заместитель командира эскадрильи 76-го гвардейского штурмового авиационного полка 1-й гвардейской штурмовой авиационной дивизии 8-й воздушной армии удостоен звания Герой Советского Союза. Золотая Звезда № 6208. - Стрельцов Владимир Фёдорович, гвардии подполковник, штурман 75-го гвардейского штурмового авиационного полка 1-й гвардейской штурмовой авиационной дивизии 8-й воздушной армии Указом Президиума Верховного Совета СССР от 23 февраля 1945 года удостоен звания Герой Советского Союза. Золотая Звезда № 6221. - 19 апреля 1945 года Бучин Борис Владимирович, гвардии старший лейтенант, командир звена 136-го гвардейского штурмового авиационного полка 1-й гвардейской штурмовой авиационной дивизии 1-й воздушной армии удостоен звания Герой Советского Союза. Золотая Звезда № 6212. - 19 апреля 1945 года Ветров Виктор Митрофанович, гвардии старший лейтенант, командир эскадрильи 136-го гвардейского штурмового авиационного полка 1-й гвардейской штурмовой авиационной дивизии 1-й воздушной армии удостоен звания Герой Советского Союза. Золотая Звезда № 6201. - 19 апреля 1945 года Викторов Григорий Петрович, гвардии старший лейтенант, командир эскадрильи 74-го гвардейского штурмового авиационного полка 1-й гвардейской штурмовой авиационной дивизии 1-й воздушной армии удостоен звания Герой Советского Союза. Посмертно. - 19 апреля 1945 года Гавриш Иван Фомич, гвардии старший лейтенант, командир звена 74-го гвардейского штурмового авиационного полка 1-й гвардейской штурмовой авиационной дивизии 1-й воздушной армии удостоен звания Герой Советского Союза. Золотая Звезда № 6236. - 19 апреля 1945 года Давыдов Николай Сергеевич, гвардии старший лейтенант, заместитель командира эскадрильи 75-го гвардейского штурмового авиационного полка 1-й гвардейской штурмовой авиационной дивизии 1-й воздушной армии удостоен звания Герой Советского Союза. Золотая Звезда № 6217. - 19 апреля 1945 года Дойчев Вадим Пантелеймонович, гвардии старший лейтенант, командир звена 75-го гвардейского штурмового авиационного полка 1-й гвардейской штурмовой авиационной дивизии 1-й воздушной армии удостоен звания Герой Советского Союза. Посмертно. - 19 апреля 1945 года Ивченко Владимир Иванович, гвардии старший лейтенант, командир звена 74-го гвардейского штурмового авиационного полка 1-й гвардейской штурмовой авиационной дивизии 1-й воздушной армии удостоен звания Герой Советского Союза. Золотая Звезда № 6206. - 19 апреля 1945 года Каприн Дмитрий Васильевич, гвардии капитан, командир эскадрильи 74-го гвардейского штурмового авиационного полка 1-й гвардейской штурмовой авиационной дивизии 1-й воздушной армии удостоен звания Герой Советского Союза. Золотая Звезда № 6140. - 19 апреля 1945 года Козенков Василий Георгиевич, гвардии старший лейтенант, командир эскадрильи 136-го гвардейского штурмового авиационного полка 1-й гвардейской штурмовой авиационной дивизии 1-й воздушной армии удостоен звания Герой Советского Союза. Посмертно. - 19 апреля 1945 года Мартьянов Николай Иванович, гвардии капитан, заместитель командира эскадрильи 76-го гвардейского штурмового авиационного полка 1-й гвардейской штурмовой авиационной дивизии 1-й воздушной армии удостоен звания Герой Советского Союза. Золотая Звезда № 6234. - 19 апреля 1945 года Маслов Александр Петрович, гвардии младший лейтенант, старший лётчик 74-го гвардейского штурмового авиационного полка 1-й гвардейской штурмовой авиационной дивизии 1-й воздушной армии удостоен звания Герой Советского Союза. Посмертно. - 19 апреля 1945 года Недбайло Анатолий Константинович, гвардии капитан, командир эскадрильи 75-го гвардейского штурмового авиационного полка 1-й гвардейской штурмовой авиационной дивизии 1-й воздушной армии удостоен звания Герой Советского Союза. Золотая Звезда № 6247. - 19 апреля 1945 года Овсянников, Дмитрий Никитович, гвардии лейтенант, командир звена 74-го гвардейского штурмового авиационного полка 1-й гвардейской штурмовой авиационной дивизии 1-й воздушной армии удостоен звания Герой Советского Союза. Золотая Звезда № 6127. - 19 апреля 1945 года Полуянов Григорий Павлович, гвардии старший лейтенант, заместитель командира эскадрильи 136-го гвардейского штурмового авиационного полка 1-й гвардейской штурмовой авиационной дивизии 1-й воздушной армии удостоен звания Герой Советского Союза. Посмертно. - 19 апреля 1945 года Пятяри, Иван Викторович, гвардии капитан, заместитель командира 136-го гвардейского штурмового авиационного полка 1-й гвардейской штурмовой авиационной дивизии 1-й воздушной армии удостоен звания Герой Советского Союза. Золотая Звезда № 6228. - 19 апреля 1945 года Семейко Николай Илларионович, гвардии капитан, штурман эскадрильи 75-го гвардейского штурмового авиационного полка 1-й гвардейской штурмовой авиационной дивизии 1-й воздушной армии удостоен звания Герой Советского Союза. Золотая Звезда не вручена в связи с гибелью. - 19 апреля 1945 года Синчуков Пётр Сидорович, гвардии старший лейтенант, командир звена 75-го гвардейского штурмового авиационного полка 1-й гвардейской штурмовой авиационной дивизии 1-й воздушной армии удостоен звания Герой Советского Союза. Золотая Звезда № 6213. - 19 апреля 1945 года Сиротин Виктор Николаевич, гвардии старший лейтенант, командир звена 75-го гвардейского штурмового авиационного полка 1-й гвардейской штурмовой авиационной дивизии 1-й воздушной армии удостоен звания Герой Советского Союза. Золотая Звезда № 6218. - 19 апреля 1945 года Теряев Пётр Иосифович, гвардии капитан, командир звена 76-го гвардейского штурмового авиационного полка 1-й гвардейской штурмовой авиационной дивизии 1-й воздушной армии удостоен звания Герой Советского Союза. Посмертно. - 19 апреля 1945 года Удовиченко Иван Максимович, гвардии старший лейтенант, заместитель командира эскадрильи 75-го гвардейского штурмового авиационного полка 1-й гвардейской штурмовой авиационной дивизии 1-й воздушной армии удостоен звания Герой Советского Союза. Посмертно. - 29 июня 1945 года Апраксин Сергей Андреевич, гвардии младший лейтенант, старший лётчик 74-го гвардейского штурмового авиационного полка 1-й гвардейской штурмовой авиационной дивизии 1-й воздушной армии удостоен звания Герой Советского Союза. Золотая Звезда № 6297. - 29 июня 1945 года Асадчих Борис Емельянович, гвардии капитан, командир эскадрильи 136-го гвардейского штурмового авиационного полка 1-й гвардейской штурмовой авиационной дивизии 1-й воздушной армии удостоен звания Герой Советского Союза. Золотая Звезда № 6343. - 29 июня 1945 года Буслов Фёдор Васильевич, гвардии старший лейтенант, заместитель командира эскадрильи 136-го гвардейского штурмового авиационного полка 1-й гвардейской штурмовой авиационной дивизии 1-й воздушной армии удостоен звания Герой Советского Союза. Золотая Звезда № 6351. - 29 июня 1945 года Васильев, Михаил Павлович, гвардии лейтенант, командир звена 75-го гвардейского штурмового авиационного полка 1-й гвардейской штурмовой авиационной дивизии 1-й воздушной армии удостоен звания Герой Советского Союза. Золотая Звезда № 8722. - 29 июня 1945 года Заровняев Анатолий Иванович, гвардии старший лейтенант, командир звена 76-го гвардейского штурмового авиационного полка 1-й гвардейской штурмовой авиационной дивизии 1-й воздушной армии удостоен звания Герой Советского Союза. Золотая Звезда № 7470. - 29 июня 1945 года Иванов Сергей Андреевич, гвардии лейтенант, командир звена 74-го гвардейского штурмового авиационного полка 1-й гвардейской штурмовой авиационной дивизии 1-й воздушной армии удостоен звания Герой Советского Союза. Золотая Звезда № 6295. - 29 июня 1945 года Ильченко Виктор Лукьянович, гвардии лейтенант, старший лётчик 75-го гвардейского штурмового авиационного полка 1-й гвардейской штурмовой авиационной дивизии 1-й воздушной армии удостоен звания Герой Советского Союза. Золотая Звезда № 6288. - 29 июня 1945 года Карпеев Михаил Поликарпович, гвардии лейтенант, штурман 75-го гвардейского штурмового авиационного полка 1-й гвардейской штурмовой авиационной дивизии 1-й воздушной армии удостоен звания Герой Советского Союза. Золотая Звезда № 8727. - 29 июня 1945 года Кожушкин Николай Алексеевич, гвардии лейтенант, старший лётчик 75-го гвардейского штурмового авиационного полка 1-й гвардейской штурмовой авиационной дивизии 1-й воздушной армии удостоен звания Герой Советского Союза. Золотая Звезда № 6219. - 29 июня 1945 года Коровин Яков Ильич, гвардии майор, командир эскадрильи 136-го гвардейского штурмового авиационного полка 1-й гвардейской штурмовой авиационной дивизии 1-й воздушной армии удостоен звания Герой Советского Союза. Золотая Звезда № 6135. - 29 июня 1945 года Кошелев Владимир Николаевич, гвардии лейтенант, командир звена 136-го гвардейского штурмового авиационного полка 1-й гвардейской штурмовой авиационной дивизии 1-й воздушной армии удостоен звания Герой Советского Союза. Золотая Звезда № 6290. - 29 июня 1945 года Лебедев Геннадий Сергеевич, гвардии старший лейтенант, командир звена 136-го гвардейского штурмового авиационного полка 1-й гвардейской штурмовой авиационной дивизии 1-й воздушной армии удостоен звания Герой Советского Союза. Золотая Звезда № 6296. - 29 июня 1945 года Малахов Николай Михайлович, гвардии капитан, заместитель командира эскадрильи 76-го гвардейского штурмового авиационного полка 1-й гвардейской штурмовой авиационной дивизии 1-й воздушной армии удостоен звания Герой Советского Союза. Золотая Звезда № 6361. - 29 июня 1945 года Мальченко Михаил Павлович, гвардии лейтенант, старший лётчик 136-го гвардейского штурмового авиационного полка 1-й гвардейской штурмовой авиационной дивизии 1-й воздушной армии удостоен звания Герой Советского Союза. Золотая Звезда № 6294. - 29 июня 1945 года Мебагишвили Карл Александрович, гвардии лейтенант, командир звена 74-го гвардейского штурмового авиационного полка 1-й гвардейской штурмовой авиационной дивизии 1-й воздушной армии удостоен звания Герой Советского Союза. Золотая Звезда № 6348. - 29 июня 1945 года Молозев Виктор Фёдорович, гвардии младший лейтенант, лётчик 75-го гвардейского штурмового авиационного полка 1-й гвардейской штурмовой авиационной дивизии 1-й воздушной армии удостоен звания Герой Советского Союза. Золотая Звезда № 6363. - 29 июня 1945 года Николаев Иван Александрович, гвардии лейтенант, командир звена 74-го гвардейского штурмового авиационного полка 1-й гвардейской штурмовой авиационной дивизии 1-й воздушной армии удостоен звания Герой Советского Союза. Золотая Звезда № 6298. - 29 июня 1945 года Путилин Михаил Тихонович, гвардии майор, командир эскадрильи 74-го гвардейского штурмового авиационного полка 1-й гвардейской штурмовой авиационной дивизии 1-й воздушной армии удостоен звания Герой Советского Союза. Золотая Звезда № 6121. - 29 июня 1945 года Сафонов Фёдор Матвеевич, гвардии младший лейтенант, старший лётчик 74-го гвардейского штурмового авиационного полка 1-й гвардейской штурмовой авиационной дивизии 1-й воздушной армии удостоен звания Герой Советского Союза. Золотая Звезда № 6338. - 29 июня 1945 года Семейко Николай Илларионович, гвардии капитан, штурман эскадрильи 75-го гвардейского штурмового авиационного полка 1-й гвардейской штурмовой авиационной дивизии 1-й воздушной армии удостоен звания дважды Герой Советского Союза. Посмертно. - 29 июня 1945 года Фогилев Владимир Николаевич, гвардии лейтенант, старший лётчик 75-го гвардейского штурмового авиационного полка 1-й гвардейской штурмовой авиационной дивизии 1-й воздушной армии удостоен звания Герой Советского Союза. Золотая Звезда № 8705. - 29 июня 1945 года Фонарёв Иван Петрович, гвардии старший лейтенант, командир звена 74-го гвардейского штурмового авиационного полка 1-й гвардейской штурмовой авиационной дивизии 1-й воздушной армии удостоен звания Герой Советского Союза. Золотая Звезда № 6334. - 29 июня 1945 года Шатило Михаил Федосеевич, гвардии старший лейтенант, командир звена 76-го гвардейского штурмового авиационного полка 1-й гвардейской штурмовой авиационной дивизии 1-й воздушной армии удостоен звания Герой Советского Союза. Золотая Звезда № 6293. - 29 июня 1945 года Шпильков Григорий Андреевич, гвардии младший лейтенант, лётчик 74-го гвардейского штурмового авиационного полка 1-й гвардейской штурмовой авиационной дивизии 1-й воздушной армии удостоен звания Герой Советского Союза. Золотая Звезда № 6287. |

| - Асеев, Михаил Ильич, гвардии старшина, воздушный стрелок 74-го гвардейского штурмового авиационного полка. - Береза, Григорий Пантелеевич,гвардии старшина, воздушный стрелок 74-го гвардейского штурмового авиационного полка. - Благов, Павел Степанович, гвардии старшина, воздушный стрелок 75-го гвардейского штурмового авиационного полка. - Дузь, Иван Филиппович, гвардии старшина, воздушный стрелок старший 74-го гвардейского штурмового авиационного полка - Занько, Фёдор Петрович, гвардии старшина, старший воздушный стрелок 75-го гвардейского штурмового авиационного полка. - Карымшаков, Абдыкасым, гвардии старшина, старший воздушный стрелок 75-го гвардейского штурмового авиационного полка. - Келеев, Николай Трофимович, гвардии сержант, воздушный стрелок-радист 75-го гвардейского штурмового авиационного полка. - Кирьянов, Александр Иванович, гвардии старший сержант, старший воздушный стрелок 76-го гвардейского штурмового авиационного полка. - Клешнин, Михаил Иванович, гвардии старший сержант, воздушный стрелок 75-го гвардейского штурмового авиационного полка. - Матвеев, Дмитрий Иванович, гвардии старший сержант, старший воздушный стрелок 75-го гвардейского штурмового авиационного полка. - Моисеев, Василий Андреевич, гвардии старшина, старший воздушный стрелок 74-го гвардейского штурмового авиационного полка. - Нефёдов, Георгий Николаевич, гвардии старший сержант, воздушный стрелок - радист 74-го гвардейского штурмового авиационного полка. - Обухов, Фёдор Михайлович, гвардии старшина, воздушный стрелок - радист 74-го гвардейского штурмового авиационного полка. - Осипов, Василий Алексеевич, гвардии старшина, воздушный стрелок - радист 136 гвардейского штурмового авиационного полка. - Радченко, Иван Семёнович, гвардии старший сержант, воздушный стрелок 136 гвардейского штурмового авиационного полка. - Романов, Семён Терентьевич, гвардии старшина, воздушный стрелок 75-го гвардейского штурмового авиационного полка. - Самков, Василий Иванович,гвардии старший сержант, воздушный стрелок 74 гвардейского штурмового авиационного полка. - Сидельников, Алексей Пантелеевич, гвардии старший сержант, 136 гвардейского штурмового авиационного полка. - Сидоренко, Виталий Васильевич, гвардии старшина, воздушный стрелок 74 гвардейского штурмового авиационного полка. - Степанчиков, Андрей Павлович,гвардии старшина, старший воздушный стрелок 76 гвардейского штурмового авиационного полка. - Турбин, Николай Алексеевич, гвардии старший сержант, воздушный стрелок - радист 74 гвардейского штурмового авиационного полка. - Чмиль, Иван Григорьевич,гвардии старший сержант, воздушный стрелок 74 гвардейского штурмового авиационного полка. - Шалимов, Григорий Семёнович,гвардии сержант, воздушный стрелок 74 гвардейского штурмового авиационного полка. |

## Базирование
| Период               | Место базирования              |
| -------------------- | ------------------------------ |
| 04.1945 — 09.08.1945 | Растенбург , Восточная Пруссия |
| 09.08.1945 — 05.1947 | Барановичи, Брестская область  |
| 05.1947 — 09.1952    | Дубно, Гродненская область     |
| 09.1952 — 1993       | Лида, Гродненская область      |
| 1993 — 2002          | Краснодар                      |
| 2002 — 12.2009       | Ейск, Краснодарский край       |

## Книги по истории дивизии
- Королев В.О. Гвардейцы первой штурмовой. — Отдельное издание. — М.: Воениздат, 1980. — 35 000 экз.